# Gorenje Jesenice
Gorenje Jesenice – wieś w Słowenii, w gminie Šentrupert. W 2018 roku liczyła 116 mieszkańców.